# Samuel Maharero

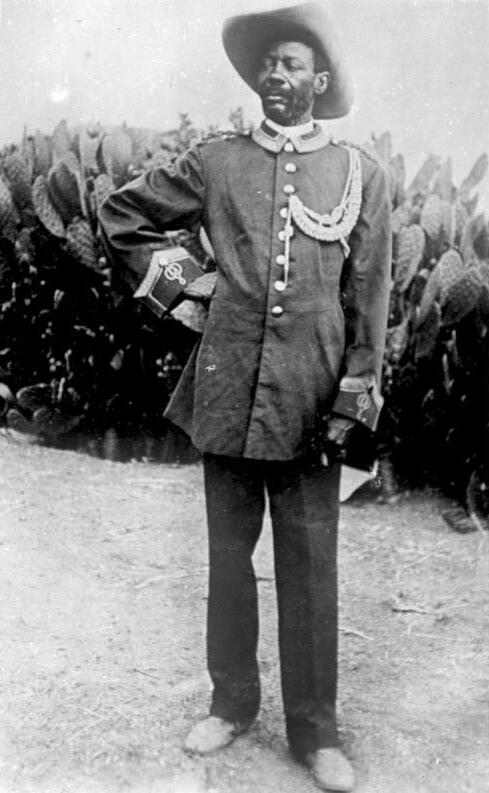
Samuel Maharero um 1900

Die Brüder Julius (links) und Samuel Maharero, Okahandja, 1895

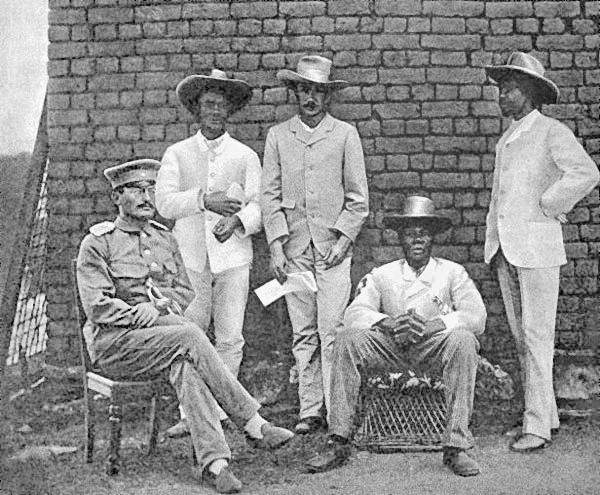
Theodor Leutwein (links sitzend), Zacharias Zeraua (2. von links) und Manasse Tyiseseta (sitzend, 4. von links), rechts Samuel Maharero, 1895

Samuel Maharero (* 1856; † 14. März 1923 in Serowe) führte die Herero in den Aufstand gegen die deutsche Schutztruppe in der Kolonie Deutsch-Südwestafrika, dem heutigen Namibia.
Er war Sohn des Maharero und von 1890 bis 1915 Gruppenführer der Ovaherero. Sein Sohn Frederick wurde sein Nachfolger.

## Leben
Das Volk der Herero hatte ab 1840 nahezu ständigen Kontakt mit europäischen Missionaren, wodurch insbesondere Kapteins-Söhne Lesen und Schreiben lernten. So auch Samuel Maharero, und mit so großem Erfolg, dass er, zusammen mit seinem Bruder Wilhelm, vom Missionar Carl Hugo Hahn als Nachwuchspriester ausgewählt und als einer der ersten Schüler in die von Hahn gegründete Priesterschule Augustineum in Otjimbingwe aufgenommen wurde.
Nach dem Tod seines Vaters Maharero ua Tjamuaha am 7. Oktober 1890 konkurrierte Samuel Maharero mit vier weiteren möglichen Erben um die Herrschaft. Da er christlich getauft war, blieb ihm gemäß dem Erbfolgerecht der Herero nur das Wohnhaus seines Vaters. Für seine weitergehenden Ansprüche fand er Unterstützung bei Missionaren und weißen Händlern in Okahandja. Samuel Maharero wandte sich zur Absicherung seiner Herrschaft an den deutschen Gouverneur Curt von François, der seinen Anspruch anerkannte. Als Maharero im Juni 1894 von anderen Hereroführern aus Okahandja vertrieben wurde, wandte er sich an den Nachfolger François’, Theodor Leutwein, mit der Bitte um Hilfe. Leutwein sah darin eine Gelegenheit, die Hererogesellschaft zu spalten und verhalf Maharero militärisch zum Sieg. Maharero hatte sich dadurch die Stellung des Oberherrschers gesichert, aber in Abhängigkeit von den Deutschen begeben. Im Geschichtsbild der weißen Südwestafrikaner erschien Samuel Maharero nur als politisch willen- und machtloser, genusssüchtiger Schwächling. Insbesondere Leutwein fällte vernichtende Urteile über Mahareros politische Fähigkeiten, betonte dessen angebliche Macht- und Einflusslosigkeit, Einzelzüge persönlicher Feigheit und des Versagens in unmittelbarer Befehlssituation, ohne zu beachten, dass es Maharero bei der Zuspitzung der Häuptlingsfrage gelungen war, um die 1000 Krieger zu versammeln. Wie der Historiker Jürgen Zimmerer betont, war Maharero nicht nur passives Opfer einer von außen herangetragenen Spaltungspolitik, sondern setzte zur Befriedigung seines Ehrgeizes selbst auf deutsche Unterstützung. Dadurch sei es den Deutschen ermöglicht worden, trotz unzureichender militärischer Macht eine entscheidende Rolle zu spielen. Leutweins Politik des divide et impera war erfolgreich, weil sich ihre vordergründigen Interessen mit denen Samuel Mahareros trafen, der versuchte, Leutwein für seine eigenen Zwecke zu instrumentalisieren.
1897 allerdings verschlechterte sich die wirtschaftliche Situation der Herero dramatisch. Die von Südafrika hereinbrechende Rinderpest und eine verheerende Heuschreckenplage kostete die Herero 70 Prozent ihres Viehbestandes und zwang sie zu weiteren Landverkäufen und schließlich sogar zur Lohnarbeit bei den deutschen Siedlern. Hierbei kam es immer wieder zu – auch sexuellen – Übergriffen durch die deutschen Farmer, ohne dass dem von der schon bestehenden deutschen Gerichtsbarkeit in angemessener Weise entgegengetreten wurde. Der Unmut der Herero wurde ferner durch das zunehmende Händlerunwesen und deren Kreditvergabepraxis gefördert, so dass sich Samuel Maharero 1901 zu einer formellen Eingabe an den Gouverneur genötigt sah. Leutwein verbot daraufhin am 7. Juni 1902 den schuldtilgenden Landverkauf und untersagte den Händlern die Inanspruchnahme der Kapteine für die Schulden ihrer Stämme. Dennoch blieb es bei den Übergriffen der Farmer auf die Herero (das angebliche Recht zur „väterlichen Züchtigung“ wurde insbesondere von den aus Südafrika nach Südwest flüchtenden Buren in besonders brutaler Weise angewandt). Ein weiterer Stein des Anstoßes war die selbstherrliche Landnahme durch die Otavi-Minen- und Eisenbahngesellschaft (OMEG). Die von dieser Gesellschaft im Zusammenhang mit dem Ausbau des Eisenbahnnetzes vorgenommene Schienenverlegung quer durch das Hereroland erfolgte ohne Genehmigung oder gar gegen den erklärten Willen der Herero-Landeigentümer.
Da die formellen Eingaben Samuel Mahareros keine befriedigende Wirkung hatten, mobilisierte er schließlich 1903 auch die übrigen Herero-Führer gegen den zunehmenden Landraub und die von den deutschen Kolonialisten ausgehenden ständigen Demütigungen. Im Vorfeld versuchte er zwar, auch andere Stämme als Verbündete zu gewinnen, so den ehemaligen Kriegsgegner Hendrik Witbooi; die jedoch lehnten einen Beitritt zu dem geplanten Aufstand mit Rücksicht auf die mit den Deutschen bestehenden Schutzverträge ab und stellten sich im Gegenteil sogar auf die deutsche Seite. Unerwartete Schützenhilfe allerdings erwuchs Samuel Maharero durch die bei Warmbad ansässigen Bondelswart. Dieser Nama-Stamm hatte sich im Zusammenhang mit der Registrierung ihrer Waffen gegen die Deutschen erhoben und führte im Süden des Landes einen Kleinkrieg, der die Hauptmacht der deutschen Schutztruppe band, so dass der übrige Teil des Landes truppenmäßig weitgehend entblößt war. So konnte es nicht verwundern, dass der am 12. Januar 1904 von Maharero in Okahandja ausgelöste Hereroaufstand die ohnehin zahlenmäßig unterlegene Schutztruppe nicht nur überraschte, sondern auch militärisch völlig überforderte.
Die schnellen Anfangserfolge der Herero führten zu einer raschen Ausweitung des Aufstandes auf das gesamte Hereroland. Gouverneur Theodor Leutwein versuchte zwar noch eine Verhandlungslösung, wurde deshalb jedoch – angesichts der von den Aufständischen ermordeten Farmerfamilien – sowohl von den europäischen Siedlern als auch von der Reichsregierung in Berlin heftig kritisiert. Leutwein wurde als militärischer Befehlshaber von Deutsch-Südwest-Afrika abgelöst und durch den mit einer Truppenverstärkung von rund 15.000 Soldaten am 11. Juni 1904 anlandenden Generalleutnant Lothar von Trotha ersetzt. Dieser setzte als erste Maßnahme ein Kopfgeld von 5.000 Mark für die Gefangennahme Samuel Mahareros aus und bekämpfte die Herero mit aller Härte. Der sogenannte Schießbefehl Trothas, und dessen Auswirkungen, brachte die deutsche Truppe in Verruf. Bei der Schlacht am Waterberg wurden die Herero am 14. August 1904 vernichtend geschlagen und in die Omaheke-Wüste getrieben, wo mehrere tausend von ihnen verdursteten.
Samuel Maharero gelang es, der drohenden Vernichtung mit ca. 1500 Angehörigen seines Volkes durch die Omaheke-Wüste nach Britisch-Betschuanaland (heute Botswana) zu entkommen. Er ließ sich in Serowe nieder. Dort starb er 1923 nach einem längeren Magenkrebsleiden an Erschöpfung und Herzversagen. Er hinterließ ein Testament in der Form einer Niederschrift seiner Visionen, Gespräche und Diktate. Darin interpretierte er das Schicksal der Herero als Strafe Gottes für ihre Sünden und das Überleben einiger als Ausdruck seiner Gnade.
Mahareros Leichnam wurde am 23. August 1923 nach Okahandja überführt und dort drei Tage später an der Seite seines Vaters und seines Großvaters beigesetzt. Hereros aus allen Landesteilen waren dazu zusammengekommen. Die von den Herero selbst organisierten Begräbnisfeierlichkeiten orientierten sich an dem Zeremoniell, mit dem hochrangige deutsche Kolonialbeamte beigesetzt worden waren, etwa an dem Staatsbegräbnis für Joachim von Heydebreck. Die Ehrengarde wurde von Mahareros Söhnen und dem neuen Herero-Führer Hosea Kutako angeführt. Den Gottesdienst hielt der Missionar Heinrich Vedder. Für die Herero war die Beerdigung Mahaheros das größte soziale und politische Ereignis seit dem Krieg, das für sie den Beginn einer neuen Ära markierte. Sie zeigten sich wieder als sich selbst verwaltende politische Gemeinschaft. Zum Gedenken wird der Hererotag begangen.